# DNS over HTTPS
DNS over HTTPS (DoH) ist ein Protokoll zur Durchführung einer DNS-Auflösung über das HTTPS-Protokoll. Das Ziel ist es, die Privatsphäre und Sicherheit der Benutzer zu erhöhen, indem das Abhören und Manipulieren von DNS-Daten durch Man-in-the-Middle-Angriffe verhindert wird. Neben der Verbesserung der Sicherheit sind weitere Ziele von DNS über HTTPS, die Leistung zu verbessern und DNS-basierte Zensurmaßnahmen zu verhindern. DNS over HTTPS wurde am 19. Oktober 2018 als RFC 8484 standardisiert. DoH-Server werden von zahlreichen öffentlichen DNS-Providern angeboten.
Seit März 2018 testen Google und Mozilla Versionen von DNS über HTTPS.

## Unterschiede zu anderen Protokollen
Standardmäßig werden DNS-Abfragen unverschlüsselt mit dem User Datagram Protocol übertragen. Für die Implementierung einer Verschlüsselung gibt es aktuell drei Optionen: DNS over HTTPS, DNS over TLS (DoT) und DNSCrypt. DNS over TLS schickt normale DNS-Anfragen über einen TLS-Tunnel, während DNS over HTTPS dafür eine HTTPS-Verbindung aufbaut. Durch Letzteres kann man – falls der DNS-Provider auf Port 443 auch eine Website anbietet – nicht sehen, ob das Paket eine DNS-Anfrage ist. Dafür ist DNS over TLS deutlich schneller. Die dritte Variante, DNSCrypt, bietet ebenfalls Verschlüsselung und Authentifizierung der DNS-Abfragen, basiert aber auf einem eigenen Protokoll, welches bislang nicht als Request for Comments (RFC) zur Standardisierung bei der Internet Engineering Task Force (IETF) vorgeschlagen wurde. Eine weitere Option ist in Zukunft das Protokoll DNS over QUIC (DoQ), das gerade standardisiert wird.

## Implementierungen
Der Browser Mozilla Firefox enthält seit Version 60 die Option, DoH zu aktivieren. Mozilla stellt in Zusammenarbeit mit Cloudflare einen DoH-Server bereit, der strenge Privatsphäre-Anforderungen erfüllen muss.
Für Chrome gibt es seit Version 78 ebenfalls eine experimentelle Einstellung zur Nutzung von DoH.
Unter Android gab es, anders als für DNS over TLS, bis Juli 2022 keine mitgelieferte Unterstützung für DNS over HTTPS auf Betriebssystemsebene. Diese wurde für Android ab Version 11 nachgereicht.
Die Benutzung von DNS over HTTPS ist per Eingabe in die Standard-Netzwerk-Dialog-Eingabemaske des User-Interfaces der regulären Windows-11-Version möglich. Dabei ist ebenfalls Discovery of Designated Resolvers (DDR) benutzbar und über Konsole konfigurierbar. DDR ist dabei für die automatische Konfiguration von DoH verantwortlich – ähnlich dem DHCP-Standard.
Seit MacOS Ventura und iOS 16 sind DoT sowie DoH mit dem DDR Encrypted Initial Kontakt standardmäßig benutzbar und ohne Konsoleneingriff in MacOS nutzbar.